# Ulryk IV Wirtemberski
Ulryk IV Wirtemberski (ur. 1315, zm. 1366) – hrabia Wirtembergii.
Syn Ulryka III, brat Eberharda II, po śmierci ojca wraz z bratem nosił tytuł hrabiego jednak na mocy porozumienia 1 maja 1362 roku przestał być hrabią. 
W 1350 roku ożenił się z Elżbietą Helfenstein. Para nie miała dzieci. 